# Armoiries des Tuvalu
Les armoiries des Tuvalu ont été adoptées en 1976, peu avant l’indépendance des Tuvalu. Auparavant, jusqu’à la séparation de 1975, les armoiries utilisées étaient celles de la colonie britannique des îles Gilbert et Ellice, dessinées par sir Arthur Grimble en 1932.

## Blasonnement
« Coupé, en chef d’azur à une maneapa des îles Ellice d’or sur une terrasse de sinople ; en pointe aux huit fasces ondées d’or et d’azur ; à la bordure d’or chargée de feuilles de bananier et de mitres épiscopales alternées, le tout au naturel. », tel que défini en 1976 par le Royal College of Heralds. Elles sont constituées par un écu à la bordure d'or, qui est décoré avec huit Mitra mitra et huit feuilles de bananier au naturel. L'écusson central montre une maneaba sous un ciel bleu, reposant sur un sol vert. Sous le sol sont représentées des vagues océaniques bleues et or stylisées.

## Inscription
Sous l'écu se tient un listel avec l'inscription en tuvaluan Tuvalu mo te Atua, qui signifie « Tuvalu avec Dieu » et qui constitue également le premier vers et le titre de l'hymne national des Tuvalu.

## Histoire

Drapeau utilisé entre 1995 et 1997.

Les armoiries des Tuvalu ont brièvement figuré sur le drapeau des Tuvalu adopté en 1995-1996, mais ce nouveau drapeau s'est avéré impopulaire et l'ancien drapeau fut rétabli, avec l'Union Jack britannique en canton, sans les armoiries des Tuvalu.